# Schronisko pod Kopilaszem
Schronisko AZS pod Kopilaszem (Kopiłaszem) – nieistniejące obecnie schronisko turystyczne, prowadzone przez Sekcję Narciarską Akademickiego Związku Sportowego w Warszawie. Położone było na wysokości 1450 m n.p.m. na Połoninie Berczeska (1562 m n.p.m.), na  północny wschód od szczytu Kopilasza (1599 m n.p.m.) (Góry Czywczyńskie), poniżej tzw. "drogi Mackensena". Obiekt powstał około 1937 roku i do wybuchu II wojny światowej najprawdopodobniej nie został zagospodarowany w całości. Oferował 25 miejsc noclegowych w siennikach (1937).

## Szlaki turystyczne w 1936 r.
Do schroniska pod Kopilaszem prowadził szlak z gajówki Szybeny przez Ruski Dział (1560 m n.p.m.) i dalej, zboczem Kopilasza na Stoh (1653 m n.p.m.). Istniała również możliwość wędrówki na wschód od Kopilasza, wzdłuż ówczesnej granicy państwowej przez Kierniczny (1587 m n.p.m.), Furatyk (1526 m n.p.m.), Budyjowską Wielką (1678 m n.p.m.) na Czywczyn (1769 m n.p.m.).